# أزمة إنسانية

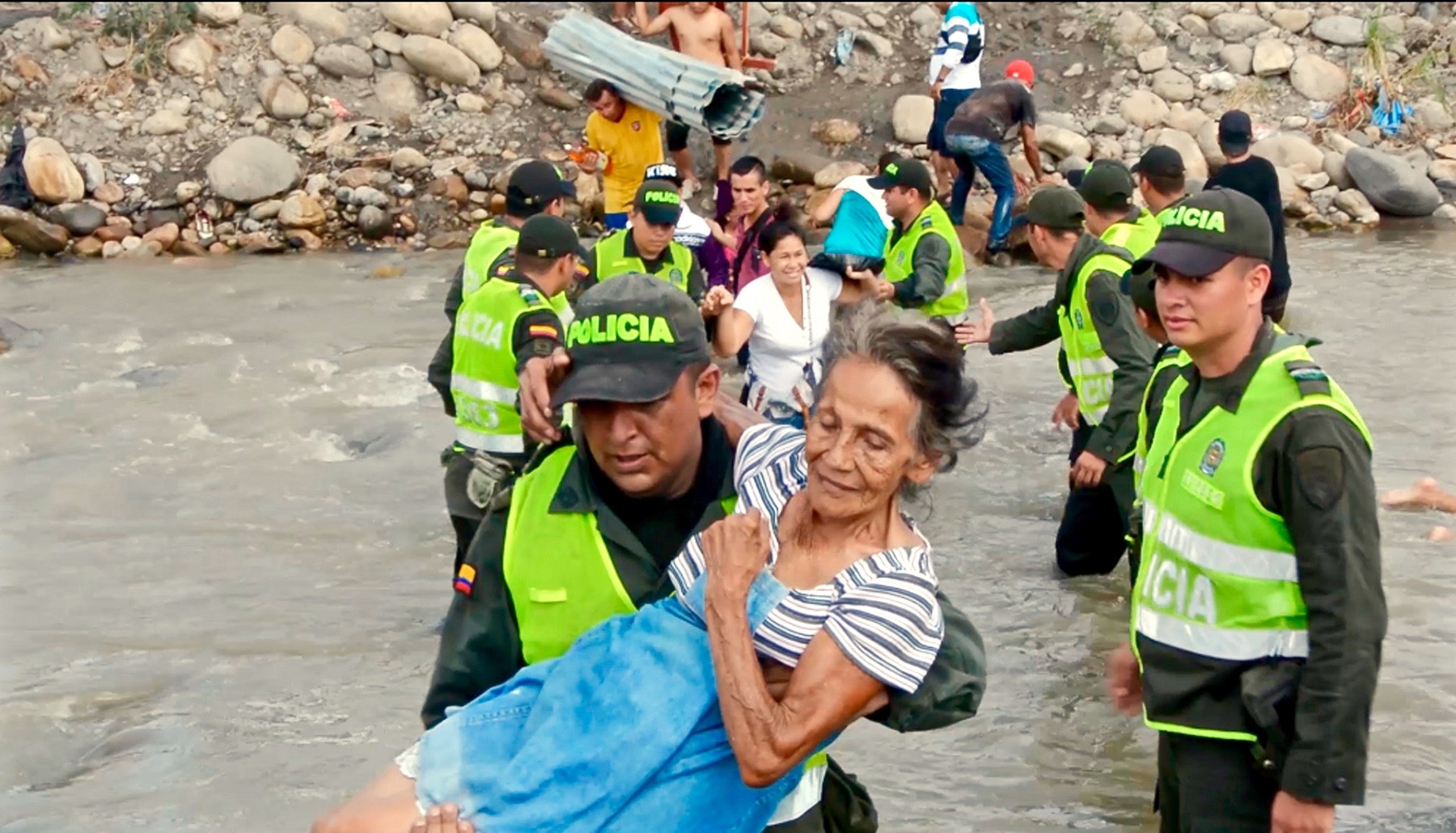
صورة للاجئ مسن تنقله الشرطة الكولومبية إلى كولومبيا خلال أزمة المهاجرين بين فنزويلا وكولومبيا كمثال على أحد أشكال الأزمات الإنسانية

الأزمة الإنسانية (أو في بعض الأحيان الكارثة الإنسانية) تُعرف على أنها حدث فريد أو سلسلة من الأحداث التي تهدد من حيث الصحة، أو السلامة، أو الرفاهية المجتمع أو مجموعة كبيرة من الناس. قد يكون صراعًا داخليًا أو خارجيًا وعادة ما تحدث في أنحاء مساحة كبيرة من الأرض. الاستجابات المحلية، والوطنية، والدولية ضرورية في مثل هذه الأحداث.
كل أزمة إنسانية ناتجة عن عوامل مختلفة، ونتيجة لذلك، تتطلب كل أزمة إنسانية مختلفة استجابة فريدة تستهدف القطاعات المحددة المتضررة. يمكن أن يؤدي هذا إلى ضرر قصير المدى أو طويل المدى. يمكن أن تكون الأزمات الإنسانية إما كوارث طبيعية، أو كوارث من صنع الإنسان، أو حالات طوارئ معقدة. في مثل هذه الحالات، تحدث حالات الطوارئ المعقدة نتيجة لعدة عوامل أو أحداث تمنع مجموعة كبيرة من الناس من الوصول إلى احتياجاتهم الأساسية، مثل الطعام أو المياه النظيفة أو المأوى الآمن.
ومن الأمثلة على ذلك من أزمات إنسانية الصراعات المسلحة، والأوبئة، والمجاعة، والكوارث الطبيعية، وحالات الطوارئ الكبرى الأخرى. إذا تسببت مثل هذه الأزمة في تحركات كبيرة للأشخاص، فقد تتحول أيضًا إلى أزمة لاجئين. لهذه الأسباب، غالبًا ما تكون الأزمات الإنسانية مترابطة ومعقدة، وتلعب عدة وكالات وطنية ودولية دورًا في تداعيات الأحداث.

## الفئات
لا يوجد تصنيف بسيط للأزمات الإنسانية. تميل المجتمعات والوكالات المختلفة إلى الحصول على تعريفات تتعلق بالحالات الملموسة التي تواجهها. تميل خدمة الإطفاء المحلية إلى التركيز على قضايا مثل الفيضانات والأزمات الناجمة عن الطقس. تركز المنظمات الطبية والصحية بشكل طبيعي على الأزمات المفاجئة لصحة المجتمع.
قد تنشأ الأزمات الإنسانية من النزاعات، والكوارث الطبيعية، ومن تلك التي يسببها الإنسان. تشمل الأزمات الإنسانية الناجمة عن الكوارث الطبيعية تسونامي، والزلزال، والأعاصير، والفيضانات، والجفاف، وحرائق الغابات التي قد تؤدي إلى حدوث اضطرابات بسبب الأضرار التي لحقت بالممتلكات، والإصابات الجسدية والوفاة، والمعاناة النفسية، وتشريد الأفراد والعائلات، والاضطراب الممتد في الأنشطة اليومية العادية. من ناحية أخرى، فإن الأزمات الناجمة عن الكوارث التي من صنع الإنسان مثل الحروب، والقلاقل الاجتماعية، والاحتجاجات، والصراعات، والهجمات الإرهابية لها مجموعة واسعة من الآثار على السلامة الجسدية، والعقلية، والاجتماعية للأفراد المتضررين.
قد يصل الوباء المستمر أو العالق إلى أزمة إنسانية، خاصة حيث توجد مستويات متزايدة من حدة الجرثوم، أو معدلات الإصابة كما في حالة الإيدز، أو أنفلونزا الطيور، أو السل. عادة ما تتطلب المشكلات الرئيسية المتعلقة بالصحة مثل السرطان، والاحتباس الحراري العالمي حدثًا جماهيريًا أو مختلطًا يبرر تسمية «الأزمة» أو «الكارثة».
يسرد الاتحاد الدولي لجمعيات الصليب الأحمر والهلال الأحمر (آي إف آرسي) الفئات التي تشمل أنواعًا مختلفة من الكوارث الطبيعية، والكوارث التكنولوجية (مثل تسريب المواد الخطرة، والحوادث النووية من نوع تشيرنوبيل، والانفجارات الكيميائية) والكوارث طويلة الأجل من صنع الإنسان المتعلقة «بالنزاعات المدنية، والحرب الأهلية، والحرب الدولية». على الصعيد الدولي، يميل قطاع الاستجابة الإنسانية إلى التمييز بين الكوارث الطبيعية وحالات الطوارئ المعقدة المتعلقة بالنزاعات المسلحة والحروب.

## التأثيرات

### المكانة الاجتماعية للمرأة في الأزمات الإنسانية
من الناحية الاجتماعية، تتلقى النساء والأطفال (معظمهم من الفتيات) قدرًا أقل من الاهتمام استجابةً للأزمات الإنسانية.  تشكل النساء والأطفال ثلاثة أرباع اللاجئين أو المُهَجَّرين المعرضين للخطر بعد الأزمة. ربع هؤلاء السكان في سن الإنجاب وخُمس هؤلاء السكان من المحتمل أن يكونوا حوامل. في أوقات الطوارئ ومثل هذه الأزمات، تزداد الوفيات المرتبطة بالحمل، والصحة الإنجابية، والعنف الجنسي، والاستغلال الجنسي، بشكل كبيرة خاصة بين الإناث. خلال حالات الطوارئ هذه، تفقد النساء إمكانية الوصول إلى خدمات تنظيم الأسرة، والرعاية قبل الولادة، والرعاية بعد الولادة، والخدمات الصحية الأخرى. إن المخاطر المتزايدة على صحة المرأة وسلامتها تجعلها عرضة للمرض، والعنف، والموت.
تتعامل المنظمات غير الهادفة للربح مثل مفوضية النساء اللاجئات مع مساعدة النساء اللواتي يعانين من أنواع مختلفة من الأزمات الإنسانية. وفقًا لمفوضية النساء اللاجئات، خلال الساعات الأولى من الأزمة الإنسانية، تكون النساء والأطفال الصغار أكثر عرضة للخطر. خلال مثل هذا الحدث، تتعامل الوكالات والمنظمات مع الأمور بشكل متنوع. ومع ذلك، تشمل أهم المتطلبات في غضون ساعات وأشهر من الأزمات: إبعاد اللاجئين والمُهَجَّرين داخليًا عن الخطر، والسماح بالوصول إلى الاحتياجات الأساسية مثل الغذاء والرعاية الصحية، ومعلومات تحديد الهوية، ومنع العنف الجنسي وغيرها.

### الحقائق الاجتماعية والاقتصادية للأزمات الإنسانية
يمكن أن تؤدي القضايا الاقتصادية إلى أزمات إنسانية أو يمكن أن تؤدي الأزمات الإنسانية إلى انهيار اقتصادي. إذا حدثت بعد أزمة إنسانية تؤثر على الأمة، فمن الضروري إعادة سبل العيش لتنظيم الأوضاع الاقتصادية للأمة. من الاحتياجات الأساسية في قائمة مفوضية النساء اللاجئات توفير التعليم والفرص الاقتصادية من أجل الحفاظ على الصفات الاقتصادية للمنطقة. يتم ذلك باستخدام مهارات المُهَجَّرين أو اللاجئين المعنيين لتزويدهم بفرص لكسب الدخل.
إذا حدث ذلك كسبب لأزمة إنسانية، لكان المجتمع في حالة من انعدام الأمن المدني والعجز الاقتصادي، ما قد يؤدي إلى انهيار الحكومة. يمكن أن ينتج هذا أيضًا عن انعدام الأمن الغذائي والمجاعات والفساد والعديد من القضايا الأخرى. الآثار المباشرة لهذا الوضع تشمل انتهاكات حقوق الإنسان، والعنف، والقتل الجماعي.

### التأثيرات المحيطية والبيئية
في حالات الأزمات الإنسانية، وخاصة الكوارث الطبيعية مثل الأعاصير، والتسونامي، والزلازل، فإن هذه الحوادث تترك آثارًا محيطية وبيئية على المناطق المتضررة. يمكن أن تؤدي تداعيات الكوارث الطبيعية إلى انخفاض كبير في الموارد الطبيعية مع جعل المنطقة عرضة لمشاكل المستقبل. على سبيل المثال، إذا حدث حريق غابة في منطقة كبيرة، فقد تكون المنطقة عرضة لتلوث الهواء، وسحب الغبار، وانبعاث الغازات المسببة للسرطان وغيرها. فالحياة البرية البيئية للغابات، على سبيل المثال، تتأثر بشدة بمثل هذه الأحداث. في حالات الكوارث الطبيعية للمياه مثل الفيضانات وأمواج تسونامي، تسود أضرار جسيمة بسبب المياه. تتأثر الأسماك، والشعاب المرجانية، والحياة البحرية الأخرى، ما يزيد من التأثير على سبل عيش الصيادين.

### تأثيرات الصحة العقلية
يمكن أن تسبب آثار الصحة النفسية مخاوف إضافية للسكان المتضررين من الأزمات الإنسانية. تقدر منظمة الصحة العالمية أن واحدًا من كل خمسة أفراد من السكان المتأثرين بالكوارث قد يعاني بالفعل من اضطراب في الصحة العقلية ويمكن أن يتفاقم بعد ذلك بسبب الكارثة.  تتراوح اضطرابات الصحة العقلية المدرجة في هذا التقدير من القلق الخفيف و/ أو الاكتئاب إلى الحالات الشديدة والمستمرة مثل الاضطراب ثنائي القطب والفصام.